# South Creek (Washington)
South Creek es un lugar designado por el censo ubicado en el condado de Pierce en el estado estadounidense de Washington. En el año 2010 tenía una población de 2.507 habitantes.

## Geografía
South Creek se encuentra ubicado en las coordenadas 46°59′58″N 122°23′25″O / 46.99944, -122.39028.